# Nigerianische Basketballnationalmannschaft
Die nigerianische Basketballnationalmannschaft der Herren repräsentiert Nigeria bei internationalen Spielen oder bei Freundschaftsspielen. Seit Mitte der 1990er Jahre gehört das Team zu den erfolgreichsten Nationalmannschaften in Afrika. 
Die Erfolge der nigerianischen Nationalmannschaft basieren auf gezielter Rekrutierung US-amerikanischer College- und Profibasketballspieler mit nigerianischer Abstammung. Bei der erfolgreichen Qualifikation für die Olympischen Spiele 2012 beim Turnier in Caracas waren neun Spieler beteiligt, die in den USA geboren sind. 

## Ergebnisse bei internationalen Turnieren

### Olympische Sommerspiele
- 2012 – Vorrunde
- 2021 – Vorrunde

### Weltmeisterschaften
- 1998 – 13. Platz
- 2006 – 14. Platz
- 2019 – 17. Platz

### Afrikameisterschaften
| - 1972 – 12. Platz - 1978 – 6. Platz - 1980 – 11. Platz - 1985 – 7. Platz - 1987 – 8. Platz - 1992 – 5. Platz - 1995 – . Platz - 1997 – . Platz - 1999 – . Platz - 2001 – 5. Platz | - 2003 – . Platz - 2005 – . Platz - 2007 – 5. Platz - 2009 – 5. Platz - 2011 – . Platz - 2013 – 7. Platz - 2015 – . Platz - 2017 – . Platz - 2021 – 12. Platz |

## Kader
| Spieler | Spieler            | Spieler           | Spieler | Spieler | Spieler  | Spieler                   |
| Nr.     | Name               | Geburt            | Größe   | Info    | Einsätze | Verein                    |
| ------- | ------------------ | ----------------- | ------- | ------- | -------- | ------------------------- |
|         |                    | Guards (PG, SG)   |         |         |          |                           |
| 4       | Ben Uzoh           | 18.03.1988        | 191     |         |          | Lagos Islanders           |
| 5       | Michael Umeh       | 18.09.1984        | 187     |         |          | Ironi Naharija            |
| 7       | Ebi Ere            | 03.08.1981        | 196     |         |          | Capitanes de Arecibo      |
| 8       | Josh Akognon       | 10.02.1986        | 189     |         |          | Banco di Sardegna Sassari |
|         |                    | Forwards (SF, PF) |         |         |          |                           |
| 6       | Ike Diogu          | 11.09.1983        | 204     |         |          | Guandong Southern Tigers  |
| 9       | Chamberlain Oguchi | 28.04.1986        | 198     |         |          | Anwil Włocławek           |
| 10      | Stan Okoye         | 10.04.1991        | 198     |         |          | Lighthouse Trapani        |
| 11      | Andy Ogide         | 10.01.1987        | 204     |         |          | Hapoel Migdal HaEmek      |
| 12      | Michael Gbinje     | 05.06.1992        | 201     |         |          | Detroit Pistons           |
|         |                    | Center (C)        |         |         |          |                           |
| 13      | Shane Lawal        | 08.10.1986        | 208     |         |          | FC Barcelona Lassa        |
| 14      | Alade Aminu        | 14.09.1987        | 210     |         |          | Hapoel Eilat              |
| 15      | Ekene Ibekwe       | 19.07.1985        | 210     |         |          | Club Sagesse              |

| Trainer            | Trainer          | Trainer          |
| Nat.               | Name             | Position         |
| ------------------ | ---------------- | ---------------- |
| Vereinigte Staaten | William Voigt    | Cheftrainer      |
| Vereinigte Staaten | John Kirk Bryant | Trainerassistent |
| Norwegen           | Mathias Eckhoff  | Trainerassistent |

| Legende               | Legende            |
| Abk.                  | Bedeutung          |
| --------------------- | ------------------ |
| (C)                   | Mannschaftskapitän |
| Quellen               |                    |
| Ligahomepage          |                    |
| Stand: 5. August 2016 |                    |

| Legende               | Legende            |
| Abk.                  | Bedeutung          |
| --------------------- | ------------------ |
| (C)                   | Mannschaftskapitän |
| Quellen               |                    |
| Ligahomepage          |                    |
| Stand: 5. August 2016 |                    |